# Nelítostný souboj
Nelítostný souboj (v anglickém originále Heat) je americký akční film z roku 1995. Režisérem filmu je Michael Mann. Hlavní role ve filmu ztvárnili Al Pacino, Robert De Niro, Val Kilmer, Jon Voight a Tom Sizemore.

## Obsazení
| Al Pacino          | Vincent Hanna, detektiv |
| Robert De Niro     | Neil McCauley, lupič    |
| Val Kilmer         | Chris Shiherlis         |
| Jon Voight         | Nate                    |
| Tom Sizemore       | Michael Cheritto        |
| Diane Venora       | Justine Hanna           |
| Amy Brenneman      | Eady                    |
| Ashley Judd        | Charlene Shiherlis      |
| Mykelti Williamson | Drucker                 |
| Wes Studi          | Sammy Casals            |
| Ted Levine         | Mike Bosko              |
| Dennis Haysbert    | Donald Breedan          |
| William Fichtner   | Roger Van Zant          |
| Natalie Portman    | Lauren Gustafson        |
| Tom Noonan         | Kelso                   |
| Kevin Gage         | Waingro                 |
| Danny Trejo        | Trejo                   |
| Hank Azaria        | Alan Marciano           |
| Tone Loc           | Richard Torena          |
| Jeremy Piven       | doktor Bob              |
| Xander Berkeley    | Ralph                   |